# Bronisław Chąciński
Bronisław Chąciński (ur. 6 października 1868 roku w Nagórzycach k. Piotrkowa, zm. 13 czerwca 1922 w Łukowie) – polski lekarz i działacz społeczny.

## Życiorys
Po ukończeniu studiów na Uniwersytecie Warszawskim w 1893 roku oraz uzyskaniu doktoratu w czeskiej Pradze zamieszkał w Łukowie, gdzie pracował jako lekarz, od 1905 roku do śmierci był ordynatorem szpitala św. Tadeusza.

## Upamiętnienie
Po śmierci otrzymał tytuł pierwszego Honorowego Obywatela Łukowa. Jego imię nadano jednemu z łukowskich osiedli i Szkole Podstawowej nr 4 w Łukowie.

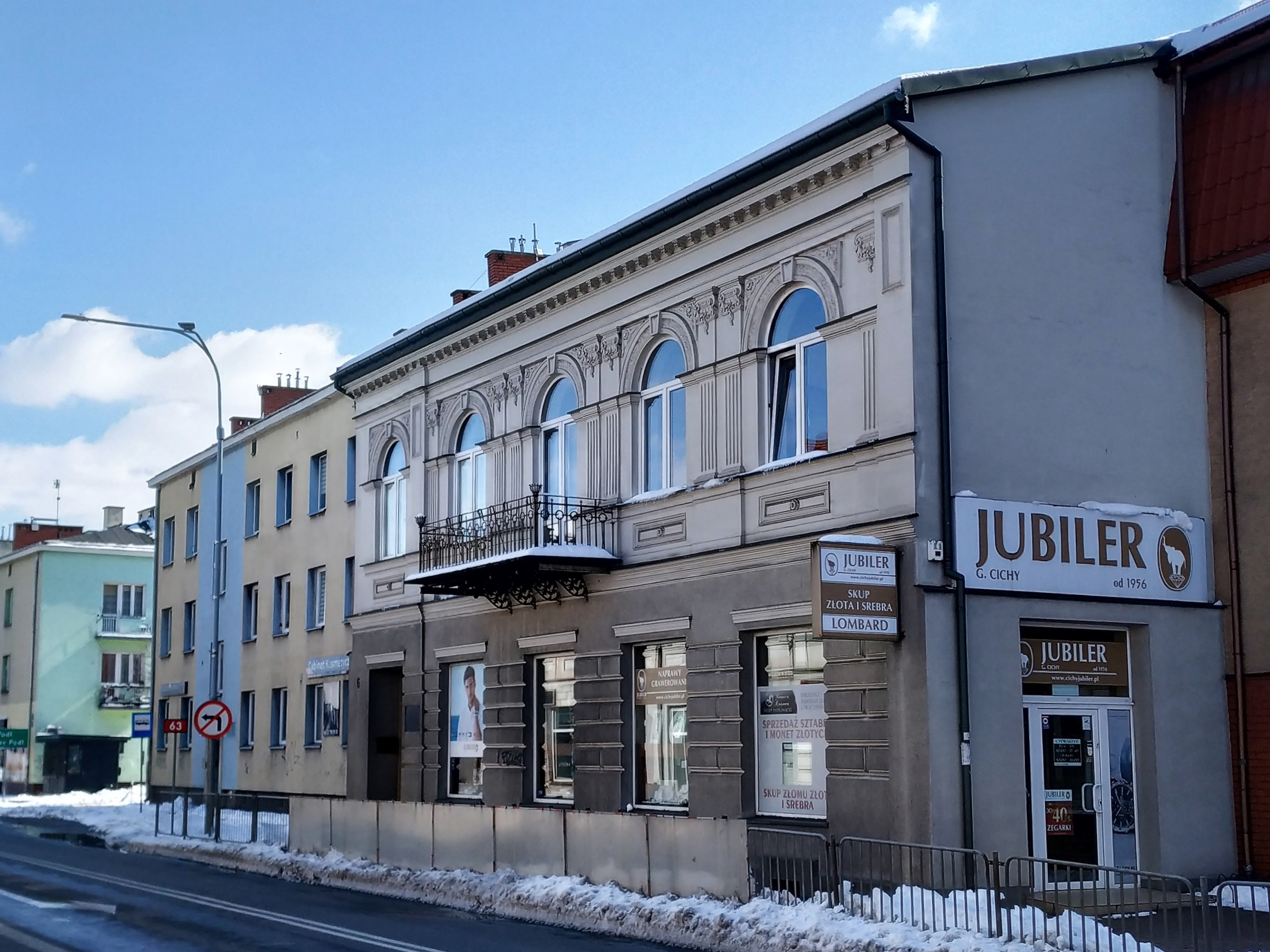
Kamienica przy ul. Wyszyńskiego 6 w Łukowie, w której w latach 1897–1922 mieszkał Bronisław Chąciński
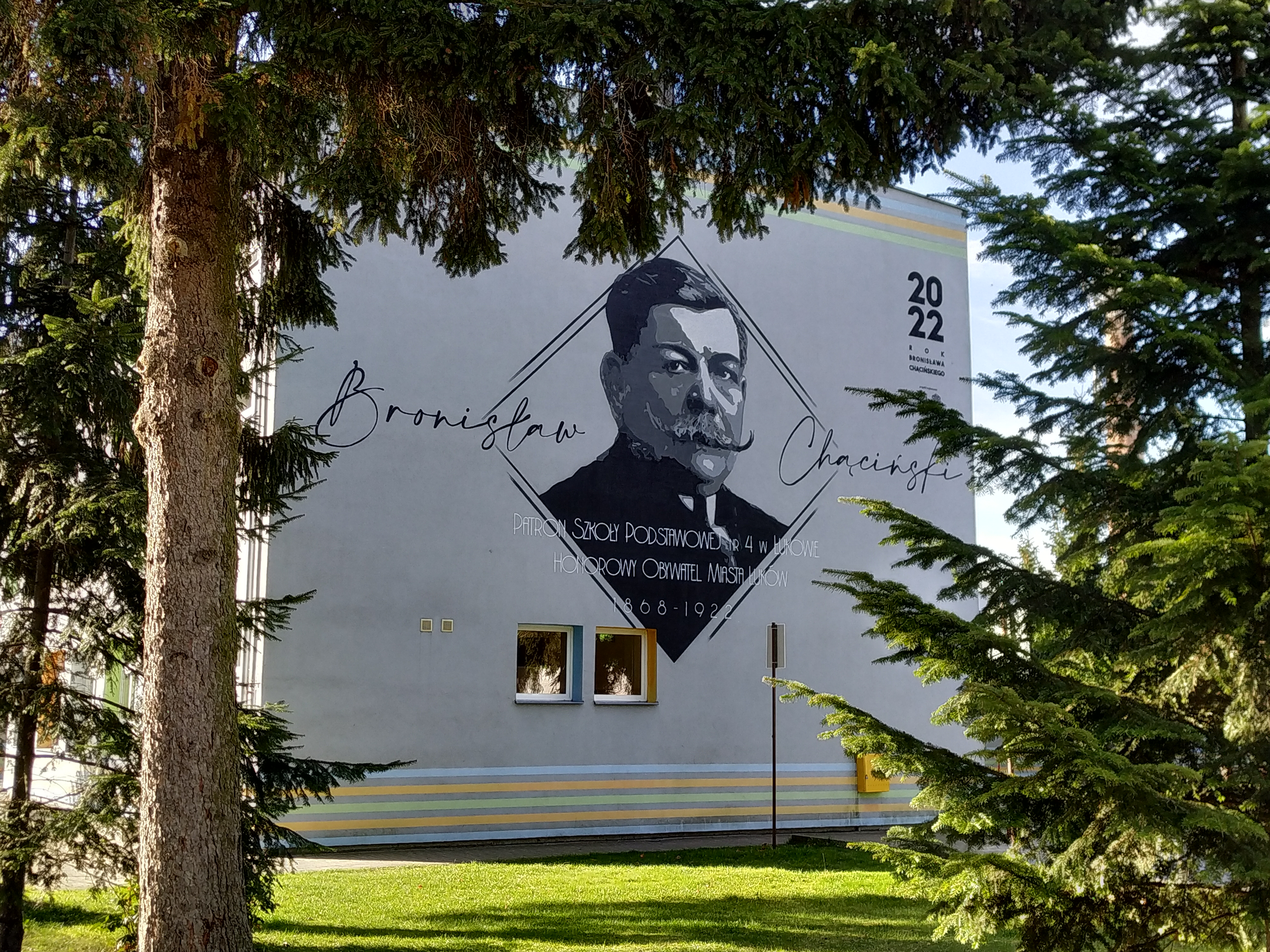
Mural przedstawiający Bronisława Chącińskiego na ścianie budynku Szkoły Podstawowej nr 4 w Łukowie
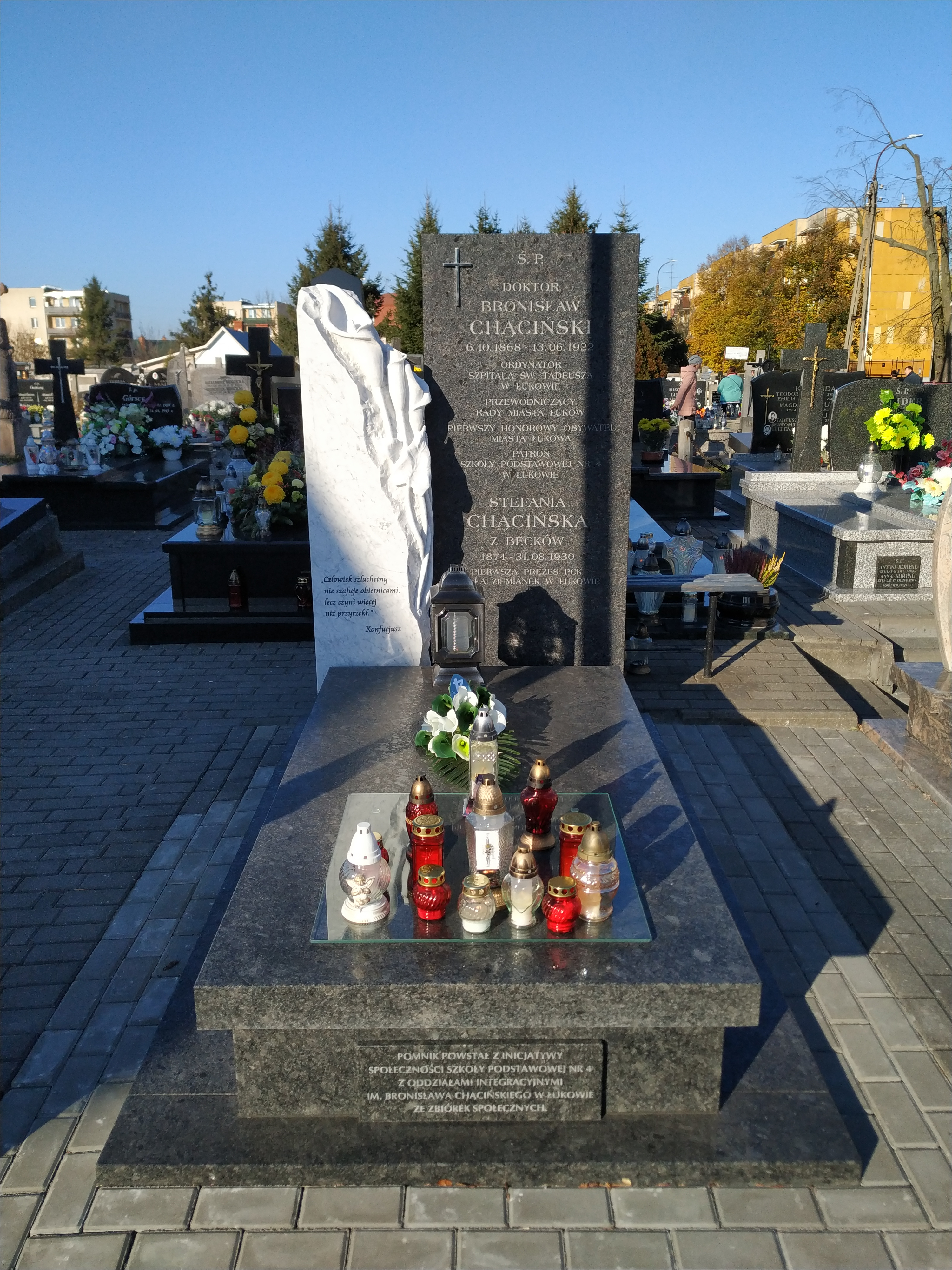
Grób dra Bronisława Chącińskiego i jego żony, Stefanii z domu Beck, na cmentarzu św. Rocha w Łukowie